# Gerard Rasch
Gerard Rasch (Baarderadeel, 08 december 1946 - 10 maart 2004) was een vertaler van literaire werken (naar het Nederlands), met name van Poolse poëzie.

## Leven
Gerard Anton Rasch werd geboren in Winsum, gemeente Baarderadeel. Hij studeerde Slavische talen (slavistiek) in Amsterdam. Tijdens een verblijf van enkele maanden in Polen ontmoette hij Tove Dueholm Nielsen, zijn toekomstige echtgenote. Het echtpaar ging in Kopenhagen wonen, waar Gerard Rasch zijn studie Pools voltooide. In 1982 verhuisde het gezin naar Nederland; Tove en Gerard hadden inmiddels 2 kinderen.
Gerard Rasch was de vader van filosofe en schrijfster Miriam Rasch, winnares van de Jan Hanlo Essayprijs Klein in 2015.

## Werk
Gerard Rasch vertaalde poëzie van veel Poolse dichters, zoals Czesław Miłosz, Wisława Szymborska, Zbigniew Herbert, Bruno Schulz, Aleksander Wat, Tadeusz Konwicki, Julia Hartwig, alsmede werken van journalist Ryszard Kapuściński. Gerard Rasch vertaalde Russisch proza van Andrej Bitov en Joeri Dombrovski. Tevens vertaalde hij Deens proza en poëzie van onder meer Søren Kierkegaard, Vagn Lundbye] en Henrik Norbrandt naar het Nederlands.
Rasch redigeerde het Woordenboek Pools-Nederlands van Zofia Klimazewska en René Genis (Uitgeverij Pegasus, Amsterdam).
Gerard Rasch vertaalde ook o.a. het Bijbelboek Job voor de Nieuwe Bijbelvertaling in poëtisch Nederlands.
Rasch was nauw betrokken bij het festival Poetry International in Rotterdam. Het thema ‘Het Heilige Boek’ van de jaargang 2004 was uit zijn brein ontsproten.

## Prijzen
Gerard Rasch ontving in 1997 de Martinus Nijhoff Vertaalprijs (literaire vertalingen). Hij won de PEN-club prijs van de Poolse afdeling. Daarnaast werd hem de Poolse nationale onderscheiding van Verdiensten voor de Poolse cultuur toegekend.

## Selectie van Rasch’ voornaamste vertalingen
- Czesław Miłosz - Het dal van de Issa (1981); Geboortegrond (2005); Gedichten (een anthologie; 2003)
- Søren Kierkegaard - Denken en zijn Boom, Amsterdam (1982)
- Tadeusz Konwicki - De kleine apocalyps (1993)
- Wisława Szymborska - Einde en begin; verzamelde gedichten Meulenhoff, Amsterdam (1999)
- Zbigniew Herbert - Verzamelde gedichten. De Bezige Bij, Amsterdam (2000)
- Ryszard Kapuściński, Ebbenhout; Afrikaanse ontmoetingen De Arbeiderspers, Amsterdam (2000)
- Aleksander Wat - Mijn twintigste eeuw (2001)
- Ryszard Kapuściński - Imperium; ondergang van een wereldrijk. Singel Uitgevers, Amsterdam (2001)

Een speciale vertaling van gedichten van 12 Poolse dichters verscheen in Memento: Nagelaten vertalingen van Gerard Rasch (samengesteld en ingeleid door Miriam Rasch) (2005). Pegasus, Amsterdam.\ (287 pp.) ISBN 9789061432944.
De vertalingen zijn van:
- Stanisław Jerzy Lec
- Kazimierz Wierzyński
- Tadeusz Borowski
- Zbigniew Herbert
- Aleksander Wat
- Julia Hartwig
- Czesław Miłosz
- Miron Białoszewski
- Urszula Kozioł
- Anna Świrszczyńska
- Adriana Szymańska
- Ryszard Krynicki